# Plerogyra discus
Plerogyra discus är en korallart som beskrevs av Veron och Fenner 2002. Plerogyra discus ingår i släktet Plerogyra och familjen Euphyllidae. IUCN kategoriserar arten globalt som sårbar. Inga underarter finns listade i Catalogue of Life.